# تلمبه رشکمی
تلمبه رشکمی یک منطقهٔ مسکونی در ایران است که در دهستان اختیارآباد واقع شده‌است.